# Lokarje
Lokarje so naselje v Občini Šentjur.